# Tayvon Gray
Pour les articles homonymes, voir Gray.
Tayvon Gray, né le 19 août 2002 dans le Bronx, à New York aux États-Unis, est un footballeur international jamaïcain qui évolue au poste d'arrière droit au New York City FC en MLS.

## Biographie

### En club
Né dans le Bronx, à New York aux États-Unis, Tayvon Gray est formé par le New York City FC. Il signe son premier contrat professionnel le 29 novembre 2019, devenant ainsi le premier natif du Bronx à signer avec le New York City FC. Il devient le quatrième joueur formé au club de l'histoire de la franchise.
Il joue son premier match en professionnel le 24 avril 2021, lors d'une rencontre de Major League Soccer contre le FC Cincinnati. Il entre en jeu à la place de Anton Tinnerholm à la 83e minute de jeu et son équipe s'impose sur le score de cinq buts à zéro,.
Le 16 février 2022, Tayvon Gray fait sa première apparition en Ligue des champions face aux costariciens du Santos de Guápiles. Titulaire, il voit son équipe l'emporter ce jour-là (0-2 score final),.
Avec New York, il remporte les premiers trophées de sa carrière avec la coupe de la Major League Soccer en 2021,, puis la Campeones Cup en 2022,.
Le 15 novembre 2022, Gray prolonge son contrat avec le New York City FC. Il est alors lié au club jusqu'en décembre 2025.
Ses performances sont remarquées à l'international puisque le Centre International d'Étude du Sport le classe au quatrième rang dans sa catégorie des « latéraux droits deux-phases les plus prometteurs » dans son rapport mensuel de janvier 2023.
Gray inscrit son premier but le 29 septembre 2024, lors d'une rencontre de MLS face aux Red Bulls de New York. Titulaire, il délivre une passe décisive à Andrés Perea en plus de son but et participe ainsi à la victoire de son équipe par cinq buts à un.

### En sélection
Tayvon Gray représente l'équipe des États-Unis des moins de 17 ans, avec cette sélection il participe au championnat de la CONCACAF des moins de 17 ans en 2019. Lors de cette compétition il joue un total de cinq matchs, tous en tant que titulaire. Les joueurs américains s'inclinent en finale face au Mexique,.
Tayvon Gray décide ensuite de représenter la Jamaïque. En septembre 2023, il est convoqué pour la première fois avec l'équipe nationale de Jamaïque. Il honore sa première sélection lors de ce rassemblement, le 9 septembre 2023 face au Honduras. Il entre en jeu à la place de Javain Brown et son équipe l'emporte par un but à zéro,.

## Palmarès
New York City FC
- Vainqueur de la Coupe MLS en 2021.
- Vainqueur de la Campeones Cup en 2022.

 États-Unis -17 ans
- Finaliste du Championnat de la CONCACAF des moins de 17 ans en 2019.